# پیر-ایو همل
پیر-ایو همل (انگلیسی: Pierre-Yves Hamel؛ زادهٔ ۳ فوریهٔ ۱۹۹۴) بازیکن فوتبال اهل فرانسه است.
از باشگاه‌هایی که در آن بازی کرده‌است می‌توان به باشگاه فوتبال لوریان اشاره کرد.